# Öretjärnen (Björketorps socken, Västergötland)
Öretjärnen är en sjö i Härryda kommun i Västergötland och ingår i Rolfsåns huvudavrinningsområde. Sjön är 7 meter djup, har en yta på 0,023 kvadratkilometer och befinner sig 83 meter över havet.